# Jules Joffrin (metrostation)
Jules Joffrin is een station van de metro in Parijs langs metrolijn 12 onder de Rue Ordener in het 18e arrondissement. Het station is genoemd naar Jules Joffrin (1846-1890), een lokaal bestuurder. Het station ligt pal voor het stadhuis van het 18e arrondissement. Er zit al bijna honderd jaar een groot restaurant op de hoek van het plein dat genoemd is naar het bedrijf dat de metrolijn bouwde, de "Nord-Sud".
Mairie d'Aubervilliers · Aimé Césaire · Front Populaire · Porte de la Chapelle · Marx Dormoy · Marcadet - Poissonniers · Jules Joffrin · Lamarck - Caulaincourt · Abbesses (metrostation) · Pigalle · Saint-Georges · Notre-Dame-de-Lorette · Trinité - d'Estienne d'Orves · Saint-Lazare · Madeleine · Concorde · Assemblée nationale · Solférino · Rue du Bac · Sèvres - Babylone · Rennes · Notre-Dame-des-Champs · Montparnasse - Bienvenüe · Falguière · Pasteur · Volontaires · Vaugirard · Convention · Porte de Versailles · Corentin Celton · Mairie d'Issy